# Sucker
«Sucker» es una canción de Jonas Brothers, lanzada el 1 de marzo de 2019 a través de Republic Records. Es el primer sencillo del grupo después de seis años. La canción fue escrita por los Jonas Brothers y Ryan Tedder y producida por Louis Bell y Frank Dukes. En promoción al lanzamiento, los Jonas Brothers aparecieron en The Late Late Show with James Corden cada noche desde el 4 hasta el 7 de marzo de 2019. Alcanzó las posiciones número uno en Canadá y Estados Unidos.
Fue anunciado a través de las redes sociales el 28 de febrero de 2019, y fue estrenado en todas las plataformas digitales el 1 de marzo de 2019.

## Antecedentes y lanzamiento
Después de anunciar su separación como banda en un comunicado oficial el 1 de noviembre de 2013 a través de Facebook y una entrevista en Good Morning America el día anterior, los integrantes de la banda se encargaron de producir música en proyectos independientes, por su parte Nick Jonas lanzó dos álbumes en solitario: Nick Jonas y Last Year Was Complicated; mientras que Joe Jonas formó una nueva banda DNCE, con la que lanzó un único álbum, DNCE, del cual se desprendió su sencillo más exitoso Cake by the Ocean.
El grupo oscureció sus redes sociales para dar anuncio a la canción el 28 de febrero de 2019. Us Weekly reveló el nombre de la canción antes del lanzamiento. Nick Jonas mencionó que "mantuvimos este secreto por casi siete u ocho meses"

## Anuncio
El anuncio para el lanzamiento de Sucker se hizo el 28 de febrero de 2019 a través de las redes sociales oficiales de la banda, y con el apoyo de James Corden en su programa The Late Late Show with James Corden.

## Desempeño en listas
En Estados Unidos, "Sucker" debutó como número uno en Billboard Hot 100 y en US Hot Digital Songs chart con 88.000 copias vendidas en su primera semana. Esta fue la trigésimo cuarta canción en debutar en la cima del Billboard Hot 100. "Sucker" se convirtió en la primera canción número uno de la banda y la primera canción por una boy band desde "Bump, Bump, Bump" de B2K en 2003 en llegar a la cima de la lista.
Además, es la primera entrada a las lista por la banda desde Pom Poms lanzada en 2013 y su primer top 10 desde Tonight lanzada en 2008. Los Jonas Brothers se convirtieron en el segundo grupo en la historia en debutar una canción en número uno desde I Don't Wanna Miss a Thing de Aerosmith y el primer grupo en el siglo XXI en lograrlo.

## Vídeo musical
El vídeo musical se estrenó mostrando a los hermanos con su respectivas parejas. Kevin Jonas y su esposa Danielle, Nick Jonas y su esposa Priyanka y Joe Jonas junto a su prometida Sophie Turner. Fue filmado en Hatfield House en Hertfordshire, Inglaterra donde la reina Isabel II creció junto a su raza de perro favorita, corgis. Es el primer video musical del grupo en alcanzar las 100.000.000 de reproducciones en Youtube.

## Presentaciones en vivo
El 7 de marzo de la canción fue presentada por primera vez en vivo en The Late Late Show with James Corden.

## Posicionamiento en listas
| Lista (2019)                                | Mejor posición |
| ------------------------------------------- | -------------- |
| Australia (ARIA)                            | 5              |
| Austria (Ö3 Austria Top 40)                 | 7              |
| Bélgica (Flandes) (Ultratip Bubbling Under) | 17             |
| Bélgica (Valonia) (Ultratip Bubbling Under) | 26             |
| Canadá (Canadian Hot 100)                   | 1              |
| Colombia (National Report)                  | 30             |
| Dinamarca (Tracklisten)                     | 22             |
| Francia (SNEP)                              | 56             |
| Alemania (Media Control AG)                 | 31             |
| Irlanda (IRMA)                              | 2              |
| Italia (FIMI)                               | 35             |
| Malasia (RIM)                               | 2              |
| Países Bajos (Mega Single Top 100)          | 47             |
| Nueva Zelanda (Recorded Music NZ)           | 9              |
| Noruega (VG-lista)                          | 21             |
| Escocia (Scottish Singles Sales Chart)      | 7              |
| España (Los 40 principales)                 | 1              |
| Suecia (Sverigetopplistan)                  | 45             |
| Suiza (Schweizer Hitparade)                 | 12             |
| Reino Unido (UK Singles Chart)              | 6              |
| Estados Unidos (Billboard Hot 100)          | 1              |
| Estados Unidos (Adult Top 40)               | 24             |
| Estados Unidos (Mainstream Top 40)          | 20             |
| Venezuela (National Report)                 | 21             |

## Créditos
Créditos adaptados según Tidal:
- Louis Bell – bajo
- Andrew DeRoberts – guitarra
- Frank Dukes – guitarra
- Serban Ghenea – mezcla
- John Hanes – asistente de mezcla
- Randy Merrill – ingeniero de masterización
- Homer Steinweiss – batería
- Ryan Tedder – guitarra acústica, voces de fondo, bajo, programación.

## Certificaciones
| País   | Organismo certificador | Certificación | Ventas certificadas | Ref.   |
| ------ | ---------------------- | ------------- | ------------------- | ------ |
| México | AMPROFON               | 2× Platino    | 120 000             | [ 29 ] |